# Gand Hawks
 (août 2025).
Si vous disposez d'ouvrages ou d'articles de référence ou si vous connaissez des sites web de qualité traitant du thème abordé ici, merci de compléter l'article en donnant les références utiles à sa vérifiabilité et en les liant à la section « Notes et références ».
Les Gent Hawks (Gand Hawks en français) sont un club belge de basket-ball basé à Gand en Flandre Orientale. Le club évolue en 2e division du championnat belge

## Anciens noms
- 1991 - 1995 : Bobcat Gent
- 1995 - 1997 : AST Gent
- 1997 - 2000 : Siemens Gent
- 2000 - 2002 : Gent United
- 2002 - 2007 : Gent Dragons
- 2007 - 2012 : Optima Gent
- 2012 - 2013 : Gent Dragons
- depuis 2017 : Gent Hawks

## Palmarès
- Champion de Belgique : 1955
- Champion de division 2 : 2007